# Cantón de Sauxillanges
El cantón de Sauxillanges era una división administrativa francesa, que estaba situada en el departamento de Puy-de-Dôme y la región de Auvernia.

## Composición
El cantón estaba formado por diecisiete comunas:
- Bansat
- Brenat
- Chaméane
- Égliseneuve-des-Liards
- Les Pradeaux
- Parentignat
- Saint-Étienne-sur-Usson
- Saint-Genès-la-Tourette
- Saint-Jean-en-Val
- Saint-Martin-des-Plains
- Saint-Quentin-sur-Sauxillanges
- Saint-Rémy-de-Chargnat
- Sauxillanges
- Sugères
- Usson
- Varennes-sur-Usson
- Vernet-la-Varenne

## Supresión del cantón de Sauxillanges
En aplicación del Decreto n.º 2014-210 de 21 de febrero de 2014, el cantón de Sauxillanges fue suprimido el 22 de marzo de 2015 y sus 17 comunas pasaron a formar parte; dieciséis del nuevo cantón de Brassac-les-Mines y una del nuevo cantón de Issoire.